# Anton Voyls Fortgang
Anton Voyls Fortgang (1986) ist der Titel der deutschen Übersetzung von Georges Perecs Roman La Disparition. Der 1969 zuerst auf Französisch veröffentlichte Roman gilt als wichtiges Werk der potentiellen Literatur. Ausgehend von oulipotischen Ideen und angespornt von einer Wette schrieb Perec den gesamten Roman ohne ein einziges Wort mit dem Vokal e. So schuf er das bis dahin umfangreichste Leipogramm, wobei er ausgerechnet den häufigsten Buchstaben des Französischen ausließ.
Die lipogrammatische Auslassung ist verknüpft mit dem Leitmotiv des ›Verschwindens‹ (franz. disparition). Nach Anton Voyls ominösem Fortgang entwickelt sich der Roman zu einer „Krimigroteske“ und Familiensaga mit kolportagehaften Rache-Szenarien. In deren Verlauf kommen nacheinander alle Verwandten von Anton Voyl gewaltsam um. Beim Versuch, den Tabu-Buchstaben e auszusprechen, verschwindet schließlich auch der ermittelnde Inspektor. In die Handlung sind zahlreiche lipogrammatische Pastiches von Werken der Weltliteratur verwoben, u. a. Adolfo Bioy Casares’ Morels Erfindung, Thomas Manns Der Erwählte, Herman Melvilles Moby Dick und Arthur Rimbauds Vokale.
„Perecs Geniestreich ist natürlich, dass er die Regel, die die Ausarbeitung der Geschichte regiert, in die erzählte Geschichte selbst verwandelt und die Logik bis zum Ende getrieben hat.“

## Aufbau
Das Buch beginnt mit einem Motto-Gedicht von Jacques Roubaud, das wie der Roman La Disparition heißt und das derselben lipogrammatischen Einschränkung unterliegt. Nach einem Vorwort, das sich laut dem Übersetzer Eugen Helmlé „wie eine Revolutionskomödie“ liest, folgen 6 Teile, die jeweils nach der darin zentralen Figur benannt sind: Anton Voyl (I), Hassan Ibn Abbou (II), Douglas Haig Clifford (III), Olga Mavrokhordatos (IV), Amaury Conson (V) und Arthur Wilburg Savorgnan (VI). Die Teile I bis VI sind nominell in 26 Kapitel untergliedert, wobei jedoch das fünfte Kapitel fehlt. Nach Teil VI folgt ein kurzes Postscriptum sowie eine Metagraphen genannte Sammlung von sechs Zitaten  u. a. von Jean Tardieu, Gérard de Nerval und Marquis de Sade zu Themen ›Sprache‹ und ›Verschwinden‹.

## Handlung (Auszug)

### Vorwort
Die Abhängigkeit der Regierung vom „Ami-Trust“ (S. 9) und eine drohende Hungersnot lassen in Frankreich das Volk auf die Barrikaden gehen. Es kommt zu einer blutigen Revolution, das Land stürzt ins Chaos.

### Teil 1: Anton Voyl
Anton Voyl leidet längere Zeit unter Schlaflosigkeit, ein Nachbar bringt ihn schließlich ins Krankenhaus, wo man ihn untersucht und zu einer Hals-Nasen-Ohren-Ärztin schickt. Er wird operiert und liegt acht Tage in der Klinik. Als er entlassen wird, gilt er als geheilt, doch schlafen kann er immer noch nicht. Anton hat Visionen, glaubt an seinen baldigen Tod. In einer Vision lebt er als Flüchtling Ismail auf der Insel Tahili, als eine Art Robinson Crusoe. Eine Gruppe Reisender kommt an und bewohnt eine alte Kolonialzeit-Villa, Ismail verliebt sich in Faustina, eine der Reisenden. Doch weder Faustina noch die Männer können Ismail wahrnehmen, auch er kann nicht mit ihnen in Kontakt treten. Bevor Weiteres passieren kann, beginnt die Insel zu verfallen und wird schließlich vom Monsun zerstört. Um seine Visionen in den Griff zu bekommen, beginnt Anton Tagebuch zu schreiben, fast ein halbes Jahr lang jeden Tag. Er entwickelt auch das Konzept für einen Roman, dessen Hauptfigur Aigan, ein afrikanischer Prinz, ein ähnliches Schicksal erleidet wie Ödipus. Nur verschwindet Aigan im Gegensatz zu Ödipus plötzlich. Später liest Anton einen Zeitungsartikel über Major Didot und Dupont, die einen gestohlenen Umschlag, der wichtige interne Informationen der Polizei enthält, suchen, aber nicht finden. Er beendet sein Tagebuch mit drei Strichen und dem geheimnisvollen Satz Bringt Advokat H., wo im Zoo ständig raucht, acht Whisky von Ia Qualität. Dann ist Anton Voyl verschwunden.

### Teil 2: Hassan Ibn Abbou
Anton Voyls Freund Armaury Conson durchsucht dessen Haus und befragt die Nachbarn. Er blättert in Antons Büchern und liest Manuskripte, die von Anton stammen müssen, sowie Antons Tagebuch. Er ist überzeugt, dass Anton entführt wurde, doch die Polizei glaubt ihm nicht, aber vom Quai d’Orsay wird ein gewisser Ottaviani geschickt. Armaury denkt an den letzten Satz in Antons Tagebuch und geht in den Zoo, wo er Olga trifft, die eine Affäre mit Anton hatte. Die beiden treffen tatsächlich Advokat H. bzw. den Anwalt Hassan Ibn Abbou, der meint, 8 Whisky sei ein Rennpferd, und ihnen verspricht, am Montag ein Manuskript zu geben. Armoury trifft Ottaviani, und die beiden sehen, wie ein Mann entführt wird, den Armoury fälschlicherweise für den Anwalt hält. Sie diskutieren, ob Anton in seinem Schlusssatz wirklich auf Hassan Ibn Abbou hinweist oder ob der Anwalt sie täuschen will. Armoury bittet Ottaviani herauszufinden, ob der Taxifahrer Armaud Karamazow etwas über Antons Verschwinden weiß. Sie verabreden sich zum Pferderennen am nächsten Tag. Am nächsten Tag sitzt Ottaviani im Bistro und trifft dort seinen Vorgesetzten Aloysius Swann, er gibt ihm einen Brief des Konsuls Alain Gu.rin. Der Konsul fordert, dass keine weiteren Nachforschungen im Fall Anton Voyl angestellt werden. Die beiden unterhalten sich über die Verdächtigen, über Antons Geliebte Olga, Karamazow, der eine Alarmanlage in Antons Auto eingebaut hat, und Hassan Ibn Abbou, mit dem Ottaviani und Conson ja verabredet sind. Nachmittags treffen sich Ottaviani, Conson und Olga auf der Pferderennbahn Longchamp, doch das Pferd 8 Whisky gewinnt nicht. Enttäuscht fahren die drei nach Paris zurück und betrinken sich. Olga wird sentimental und erzählt von Antons rätselhafter Schlaflosigkeit. Am nächsten Morgen besuchen Conson und Ottaviani wie verabredet Hassan Ibn Abbou in seiner Villa, doch bevor sie ihn zu Gesicht bekommen, wird er in einem Nebenraum von einem Unbekannten mit einem vergifteten Dolch erstochen. Conson durchsucht daraufhin das Haus des Anwalts und findet im Tresor den fünften Teil von Antons Aufzeichnungen, er liest ihn noch in derselben Nacht. Es handelt sich um eine wirre Geschichte über Ismail und Moby Dick. Auf Hassan Ibn Abbous Beerdigung erzählt Conson ein Fremder, dass der Anwalt Ärger mit Carpocino hatte, der auch eine Grabrede hält. Als der Sarg auf den Boden stürzt, stellt sich heraus, dass er leer ist. Was mit Hassans Leiche passiert ist, wird nicht geklärt.

### Postscriptum
Darin legt der Autor (weiterhin in lipogrammatischer Manier) seine Vorsätze zu La Disparition offen und ordnet den Roman im Kanon der Literatur ein. Mit La Disparition habe er einen Prototyp geschaffen, mit dem er sich vom moralischen bzw. psychologischen Roman löse und in die Traditionslinie von Gargantua, Tristram Shandy, Mathias Sandorf und Locus Solus stelle (S. 291). Dabei versuche er dem Roman narrative „Allmacht und Innovationskraft“ (S. 292) zurückzugeben.

## Absenz
Das Motiv des Verschwindens und der daraus resultierenden Absenz zeigt sich auf allen Ebenen des Romans, so auch bei den Figurennamen: Durch die lipogrammatischen Abwesenheit des e wird aus dem französischen Wort ›voyelle‹ (Vokal) der Name der Titelfigur Voyl, und Amaury Conson fehlt das e zum ›consonne‹ (Konsonant). Die Funktion des fehlenden Buchstabens ähnelt gewissermaßen der einer Figur: „Mit unvorstellbarer Virtuosität hatte Perec einen Krimi geschrieben, in dem die Leiche ein Buchstabe ist.“
Parallel zum e – dem fünften Buchstaben des französischen Alphabets – fehlt dem Buch das fünfte Kapitel; und auf Anton Voyls Bücherregal fehlt Band „FÜNF“ (S. 24).
Die lipogrammatische „Amputation von Sprache“ wie auch das Verschwinden der gesamten Verwandtschaft von Anton Voyl wurde wiederholt als autobiografischer Bezug gedeutet, u. a. als Perecs literarische Reaktion auf „das Verschwinden“ seiner Eltern im Krieg, auf das spurlose „Verschwinden“ seiner Mutter im Holocaust, als eine „Signatur der Absenz“. Dabei sei dieser autobiografischer Aspekt in La Disparition in vergleichbarer Weise absent wie der Buchstabe e.
Allerdings sollte der Roman nicht einseitig auf eine biographische Dimension oder ein Gleichnis eingeengt werden: Perec verlasse in La Disparition „das autobiografische Gehege, um sich dem Feld der Romantik zu widmen. Seine Fantasie hebt ab, füllt eine Lücke, baut einen Text, in dem weder Deportations- noch Vernichtungslager vorkommen.“ Die lipogrammatische Leerstelle verweise u. a. auch „auf die Künstlichkeit von Literatur und unserer durch die Sprache begrenzten Weltwahrnehmung“.

## Übersetzungen
| Zielsprache    | Übersetzer                           | Titel                    | Jahr |
| -------------- | ------------------------------------ | ------------------------ | ---- |
| Deutsch        | Eugen Helmlé                         | Anton Voyls Fortgang     | 1986 |
| Italienisch    | Piero Falchetta                      | La scomparsa             | 1995 |
| Englisch       | Gilbert Adair                        | A Void                   | 1996 |
| Spanisch       | Hermès Salceda                       | El secuestro             | 1997 |
| Schwedisch     | Sture Pyk                            | Försvinna                | 2000 |
| Russisch       | Valeriy Kislow                       | Исчезание [Istschesanie] | 2005 |
| Türkisch       | Cemal Yardımcı                       | Kayboluş                 | 2006 |
| Niederländisch | Guido van de Wiel                    | 't Manco                 | 2009 |
| Rumänisch      | Serban Foarta                        | Dispariţia               | 2010 |
| Japanisch      | Shuichirou Shiotsuka                 | 煙滅 [Emmetsu]           | 2010 |
| Kroatisch      | Vanda Mikšić                         | Ispario                  | 2012 |
| Portugiesisch  | José Roberto „Zéfere“ Andrades Féres | O Sumiço                 | 2016 |
| Katalanisch    | Adrià Pujol Cruells                  | L'eclipsi                | 2017 |
| Polnisch       | René Koelblen und Stanisław Waszak   | Zniknięcia               | 2022 |
| Finnisch       | Ville Keynäs                         | Häviäminen               | 2023 |

Alle Übersetzungen sind Leipogramme und kommen (mit Ausnahme des spanischen El secuestro) ohne den häufigsten Buchstaben der jeweiligen Sprache aus, d. h. im Englischen, Deutschen und Schwedischen ohne e , im Russischen ohne о, im Kroatischen ohne e und im Japanischen ohne alle Laute, die i beinhalten: い,し,き... Das spanische Übersetzungskollektiv entschied sich dafür, den (nach e rangierenden) zweithäufigsten Buchstaben a auszulassen, woraus deutliche Abweichungen vom Original resultieren, aber wichtige Bedeutungsebenen des Originals übertragen werden konnten.
Der deutsche Übersetzer Eugen Helmlé bezeichnet das Leipogramm in seinem Nachwort zu Anton Voyls Fortgang als ein beim Schreiben „Halt und Hilfe bietendes“ Korsett, das beim Übersetzen zur „Zwangsjacke“ werde. Zudem wies er darauf hin, dass er durch die lipogrammatische Beschränkung beim Übersetzen einige Fakten ändern musste: So wurde z. B. aus Albanien mit allerlei Konsequenzen Ungarn, und bei einem Facharzt für Hals-Nasen-Ohren-Heilkunde kam es zur Geschlechtsumwandlung, weil „die Otorhinolaryngologin ohne E auskommt.“ Ähnliche Anpassungen des Ausgangsmaterials hatte Perec bereits im Originaltext vorgenommen, indem er etwa Mallarmé in „Mallamus“ oder Charles Baudelaire in „fils adoptif du Commandant Aupick“ („Major Aupicks Adoptivsohn“) abwandelte.